# صعو متوج ذهبي
الصعو المتوج الذهبي (الاسم العلمي: Regulus satrapa) هو طائر مغرد صغير جداً.
الطائر البالغ من هذا النوع يكون لونه مزيجاً من اللون الأخضر الزيتوني والرمادي في أجزاءه العليا وتكون الأجزاء السفلى بيضاء، مع ريش رقيق وذيل قصير. لدى الطائر هذا أيضاً أشرطة بيضاء في جناحيه، وشريط أسود حول عينيه ولديه كذلك ما يشبه التاج باللون الأصفر محاط باللون الأسود. يوجد في الذكور البالغة بقعة برتقالية في منتصف التاج الأصفر.
يتوطن الصعو المتوج الذهبي في الغابات التي بها أشجار الصنوبر في جميع أنحاء كندا، شمال شرق وغرب الولايات المتحدة، المكسيك وأمريكا الوسطى. يعيش الطائر في عش مخفى جيداً معلق في فرع من شجرة الصنوبر.
تهاجر هذه الطيور للولايات المتحدة. تقيم بعض من هذه الطيور بشكل دائم في المناطق الساحلية وخصوصاً في الأجزاء الجنوبية من هذه المناطق. تبقى الطيور الشمالية في الشمال في فصل الشتاء في المناطق التي يتواجد بها الصعو المتوج الروبي.
يبحث الصعو المتوج الذهبي دائماً عن طعامه في الأشجار أو في الشجيرات وهو يتغدى أساساً على الحشرات، بيض الحشرات والعناكب.
يبقى هذا الطائر غالباً في سلسلة تطير عالياً، خوفاً من أن يأسرها الإنسان.

## وصلات خارجية
- صعو متوج ذهبي - مختبر كورنيل لعلم الطيور
- Golden-crowned Kinglet - Regulus satrapa - USGS Patuxent Bird Identification InfoCenter
- "وسائط عن صعو متوج ذهبي". إنترنت بيرد كوليكشن.
- معرض الصور عن صعو متوج ذهبي على فيريو (جامعة دركسل)

- خريطة تفاعلية لنطاق انتشار صعو متوج ذهبي على IUCN Red List maps